# 第六十六銀行
株式会社第六十六銀行（だいろくじゅうろくぎんこう）は、1897年（明治30年）、広島県尾道に設立された銀行で、現在の広島銀行の前身となった銀行の一つである。
この項目では前身である第六十六国立銀行も含め述べる。

## 沿革

### 設立の背景
古来、瀬戸内海有数の港町であった尾道は、中世の問丸の系譜を引く豪商たちの財力によって繁栄し、江戸時代においては広島藩に属して城下町・広島が政治の中心であったのに対して、尾道は瀬戸内地域でも有数の商都として藩財政を支え町年寄が設置されていた。その繁栄は18世紀半ばの西廻り航路開通によって絶頂に達し、幕末以降陰りを見せ始めていたものの、しかし明治前半期に至るまで県下有数の経済先進地としての地位はなお維持されており1873年（明治6年）には住友家の分店がおかれた。以上を背景に、1876年（明治9年）8月の国立銀行条例改正による国立銀行設立条件の緩和にともなって、広島県で国立銀行設立の気運が高まると、県庁所在地である広島に先んじて県下初の国立銀行が設立されることとなった。

### 第六十六国立銀行時代
1878年（明治11年）11月29日、不換紙幣（国立銀行発行券）を発行する銀行として資本金100,000円をもって設立された第六十六国立銀行は、翌1879年4月20日に広島県御調郡尾道町（現在の尾道市）久保町に本店をおき開業した。この時点で資本金を180,000円に増額し、広島のほか、当時の商業の中心であった福山に出張所をおいた。
初代頭取になったのは、江戸時代からこの地で金穀貸付業を営んでいた豪商の橋本吉兵衛であり、橋本家を中心に尾道の有力商人や備後南部の大地主を主な株主とし、福山の有力商人である藤井与一右衛門も設立発起人に加わっていた。当行はその後資本金を増額して1883年下半期には360,000円としたが、松方デフレ期の不況で伸び悩み1886年12月には180,000円に減額した。このため当行は先述の藤井らを株主に加え1889年頃からの好況期に業績の拡大に転じた。
1882年（明治15年）の日本銀行条例および日本銀行開業にともなって日銀に紙幣（銀行券）発行の権限を集約する動きが進むと、1886年5月には国立銀行条例が再度改正され、すべての国立銀行に対し設立免許後20年を期限に、それまで発行した銀行紙幣の償却が義務づけられた。これに加え、1896年（明治29年）には国立銀行営業満期前特別処分法が制定され、国立銀行の普通銀行への転換が進行した。このため当行でも発行紙幣の償却期限を前に普通銀行への転換によって営業継続を図ることとなった。

### 第六十六銀行時代
以上の経緯から第六十六国立銀行は1897年7月1日、引き続き尾道に本店をおく普通銀行の「第六十六銀行」として再発足した。設立時の資本金は1,000,000円に増額され、1901年末時点で払込金は508,000円にのぼった 。
第一次世界大戦中の好況に際しては、県下で比較的規模の大きかった当行は積極的な業務拡張政策をとったが、大戦後の不況に見舞われると県下の他行との合併が模索されるようになった。1919年（大正8年）夏以降に広島市を本拠地とする（旧）廣島銀行・広島商業銀行の合併工作が表面化すると、当行もこれへの参加を決定し、翌1920年春には3行合併の契約が結ばれた。その後、これとは別個に合併論議が持ち上がっていた三次貯蓄銀行・比婆銀行・角倉銀行・双三貯蓄銀行の備北4行が新たに合併契約に参加することとなり、同年6月30日、当行を含む7行の新立合併によって広島に本店をおく「（旧）藝備銀行」が発足した。これにより当行は10月1日に解散し、当行の本店は藝備銀行の尾道支店として継承された。
尾道の第六十六国立銀行に遅れて（1878年）設立された広島の第百四十六国立銀行（旧廣島銀行の前身）は、設立当初の資本金が第六十六国立銀行の半分にも満たない80,000円であり経営も不安定であったが、日清戦争以降、軍都として急成長を遂げ都市インフラの整備も進んだことを背景に、預金額などで第六十六銀行の尾道本店を次第に圧倒するようになっていた。新銀行の本店が尾道ではなく広島におかれたことは、県下の金融界における尾道と広島の地位が逆転したことを象徴する出来事となった。これ以後、尾道の商工業界は尾道唯一の本店銀行（1926年以降）となった尾道銀行およびその後身である備南銀行をいっそうバックアップするようになった。

### その後
第六十六銀行を含む7行の合併により発足した藝備銀行はその後も発展・拡大を続け、第二次世界大戦末期の1945年5月には戦時下の「一県一行」政策を背景に、広島県下の4行と合併して新立の（新）藝備銀行が発足した。戦後の1950年、藝備銀行は「廣島銀行」と改称、その後「広島銀行」）と再改称（1988年）し現在に至っている。

### 年表
- 1876年（明治9年）
  - 8月；国立銀行条例改正。以降、広島県下でも国立銀行設立の機運が高まる。
- 1878年（明治11年）
  - 11月29日；開業免状の交付により第六十六国立銀行が設立。
- 1879年（明治12年）
  - 4月20日；御調郡尾道町久保町に本店をおき開業。
- 1897年（明治30年）
  - 1月12日；国立銀行営業満期前特別処分法に基づく私立銀行としての営業継続が認可される。
  - 7月1日；普通銀行に転換して「第六十六銀行」に改称・再発足。
- 1920年（大正9年）
  - 6月30日；当行および角倉銀行・比婆銀行・（旧）廣島銀行・広島商業銀行・双三貯蓄銀行・三次貯蓄銀行の7行の合併により藝備銀行が新立・発足。
  - 10月1日；上記の新立・合併により第六十六銀行が解散される。

## 本店
尾道久保町に所在していた木造洋風2階建ての本店は、1877年（明治10年）に築造されたもので、もとは有力商人の商家であったが、第六十六国立銀行の開業に際して、同行がこの建物を譲り受けたものといわれる。近隣には尾道銀行本店（現・おのみち歴史博物館）や住友銀行尾道支店（初代建物）などが立地していたことからこの界隈は「銀行浜」と称された。